# Apollon Davidson
Apollon Davidson (en russe : Аполлон Борисович Давидсон) (né le 1er septembre 1929, à Ermakovo, dans le Kraï de Krasnoïarsk) est un historien russe spécialisé en africanisme ; il est également réputé pour ses études sur la littérature sur l'âge d'argent de la poésie russe ; il est membre effectif de l'Académie des sciences de Russie (2011).

## Famille
Le père d'Apollon Davidson fut marchand et industriel jusqu'à la révolution d'octobre 1917. En 1928 son père est envoyé une première fois en Sibérie orientale, et puis sauf durant de brèves interruptions, il connait l'exil jusqu'en 1956. De sa mère Davidson rappelait : « Maman a rejoint mon père en exil pour partager son sort. On les surnommaient les "exilés décembristes" ». Apollon Davidson naquit en Sibérie en 1929 dans un petit village de la Taïga, Ermakovo.

## Formation
Il termine l'université d'État de Saint-Pétersbourg dans la spécialité « histoire des relations internationales » en 1953. Il est candidat en science historique de l'Institut d'histoire de l'Académie des sciences de l'URSS à Moscou en 1958. Il devient docteur en histoire puis professeur à l'Institut d'études orientales de l'académie des sciences de Russie, en 1971.

## Activité scientifique et pédagogique
À partir de 1956, il travaille à l'Institut d'étude orientale de l'Académie des sciences d'URSS. Puis, à l'Institut d'études africaines d'URSS, et à l'Institut des pays d'Asie et d'Afrique. Il dirige le Centre d'études africaines à l'Institut d'histoire de l'Académie des sciences de Russie. De 1994 à 1998, il dirige le Centre russe de recherches de l'université du Cap en Afrique du Sud.
Professeur à l'université d'État de Moscou en faculté d'histoire. Professeur d'histoire des idées et de méthodologie des sciences historiques à l'École des hautes études en sciences économiques. Ses cours portent sur « l'histoire politique », « l'histoire et la littérature de l'âge d'argent en Russie et à l'étranger », « L'intelligence créatrice et le pouvoir », « Le monde afro-asiatique du XXIe siècle.».
La plupart de ses ouvrages sont consacrés à l'histoire contemporaine et moderne des pays d'Afrique. C'est un des historiens russe le plus réputé pour l'Afrique australe et tropicale. De 1981 à 1991 il réside en Éthiopie, en Angola, au Lesotho, au Botswana ainsi que plusieurs fois au Mozambique, en Zambie, au Zimbabwe et en Afrique du Sud. De 1977 à 1994 il participe aux conférences de Dartmouth sur la paix, à Hanover (États-Unis) entre Russes et Américains, comme expert pour l'Afrique. 
Il étudie également l'histoire de l'Empire britannique et, en tant que président de l'Association des chercheurs britanniques, organise des débats anglo-russes, supervise la préparation de recueils sur « la Russie et la Grande-Bretagne ». Il s'est particulièrement distingué dans l'organisation du 450e anniversaire des relations russo-britanniques. 
En 2002, il devient rédacteur en chef de l'encyclopédie en ligne « Krougosvet », projet qui intègre le patrimoine intellectuel de l'Est et de l'Ouest qui est utilisée abondamment par les étudiants, les professeurs et les professionnels.
Il est co-président de l'association de Bonne-Espérance (Russie-Afrique du Sud),
membre de l'Union des écrivains de Moscou, de l'Union des journalistes, de l'Institut sud-africain des relations raciales, de la société d'histoire de l'Afrique australe.
Il est vice-président de l'association des chercheurs africains et arabes. Membre du comité de rédaction des revues « Vostok » et «L'Asie et l'Afrique aujourd'hui».

## Ouvrages
- Les Matabelés et les Shonas dans leur lutte contre la colonisation anglaise 1888—1897. М., 1958.
- Afrique australe. Formation des forces de protestation. 1870—1924 М., 1972.

- Давидсон А. Б., Макрушин, Валентин Александрович (préf. Институт всеобщей истории АН СССР.), Облик далекой страны (vue sur des régions lointaines), М., Наука (издательство),‎ 1975, 424 p. (в пер.)

- Давидсон А. Б., Макрушин, Валентин Александрович (préf. Художник Н. А. Абакумов.), Appel des mers lointaines, М., Наука, Главная редакция восточной литературы,‎ 1979, 328 p. (в пер.)

- Давидсон А. Б., Cecil Rhodes et son temps, М., Мысль (издательство, Москва),‎ 1984, 368 p. (в пер.)
- Муза странствий Николая Гумилёва. М., Наука, 1992. La muse du voyage de N Goumiliov.
- Сесил Родс — строитель империи. М., Смоленск, 1998. Cecil Rhodes, bâtisseur d'empire.
- The Russians and the Anglo-Boer War 1899—1902 Cape Town, Pretoria and Johannesburg: Human and Rousseau 1998 (в соавт.). (Les Russes et la guerre des boers)
- Николай Гумилёв. Поэт, путешественник, воин. Смоленск, 2001 (Nicolas Goumiliov, poète, voyageur, guerrier)
- СССР и Африка. 1918—1960. Документированная история взаимоотношений. М., 2002.l'URSS et l'Afrique, 1918-1960, Histoire documentée des relations.
- Московская Африка. М.:, 2003 (в соавт.).(L'Afrique moscovite.)
- Становление отечественной африканистики, 1920-е — начало 1960-х. М.: Институт Африки РАН, 2003 (Отв. редактор).(Formation de l'Afrique des nations)
- Cecil Rhodes and his time. Pretoria: Protea Book House 2003.
- South Africa and the Communist International: A Documentary History: Vol. I—II. London: Frank Cass, 2003. (Совместно с И.Филатовой, В.Городновым).
- Мир Николая Гумилёва — поэта, путешественника, воина. М.: Русское слово, 2008 (Nicolas Goumiliov).
- Я вас люблю: страницы жизни. — М.: МИК, 2008. (Je vous aime les régions de ma vie)
- Россия и Южная Африка: три века связей. — М.: Издательский дом ГУ-ВШЭ, 2010 (в соавторстве с И. И. Филатовой).(Russie et Afrique australe)

## Liens
- Сотрудник РАН|62057|Аполлона Борисовича Давидсона
- Страница на сайте Национальный комитет российских историков|Национального комитета российских историков (Comité national des historiens russes)
- Биография (biographie)
- Интервью (interview)